# Rancho Nuevo, Tlanchinol
Rancho Nuevo är en ort i Mexiko.   Den ligger i kommunen Tlanchinol och delstaten Hidalgo, i den sydöstra delen av landet, 190 km norr om huvudstaden Mexico City. Rancho Nuevo ligger 508 meter över havet och antalet invånare är 135.
Terrängen runt Rancho Nuevo är kuperad norrut, men söderut är den bergig. Runt Rancho Nuevo är det ganska tätbefolkat, med 86 invånare per kvadratkilometer. Närmaste större samhälle är Huejutla de Reyes, 19,2 km öster om Rancho Nuevo. I omgivningarna runt Rancho Nuevo växer i huvudsak städsegrön lövskog.